# Hilary Lindh
Hilary Lindh född 10 maj 1969 i Juneau, Alaska är en amerikansk tidigare alpin skidåkare.  Totalt vann Lindh 3 världscupsegrar i störtlopp. Största segern kom Sestriere 1997 då hon vann VM-guldet i störtlopp.

## Världscupsegrar
| Datum            | Ort           | Land    | Disciplin |
| ---------------- | ------------- | ------- | --------- |
| 2 februari 1994  | Sierra Nevada | Spanien | Störtlopp |
| 2 december 1994  | Vail          | USA     | Störtlopp |
| 10 december 1994 | Lake Louise   | Kanada  | Störtlopp |